# Tony Robert-Fleury

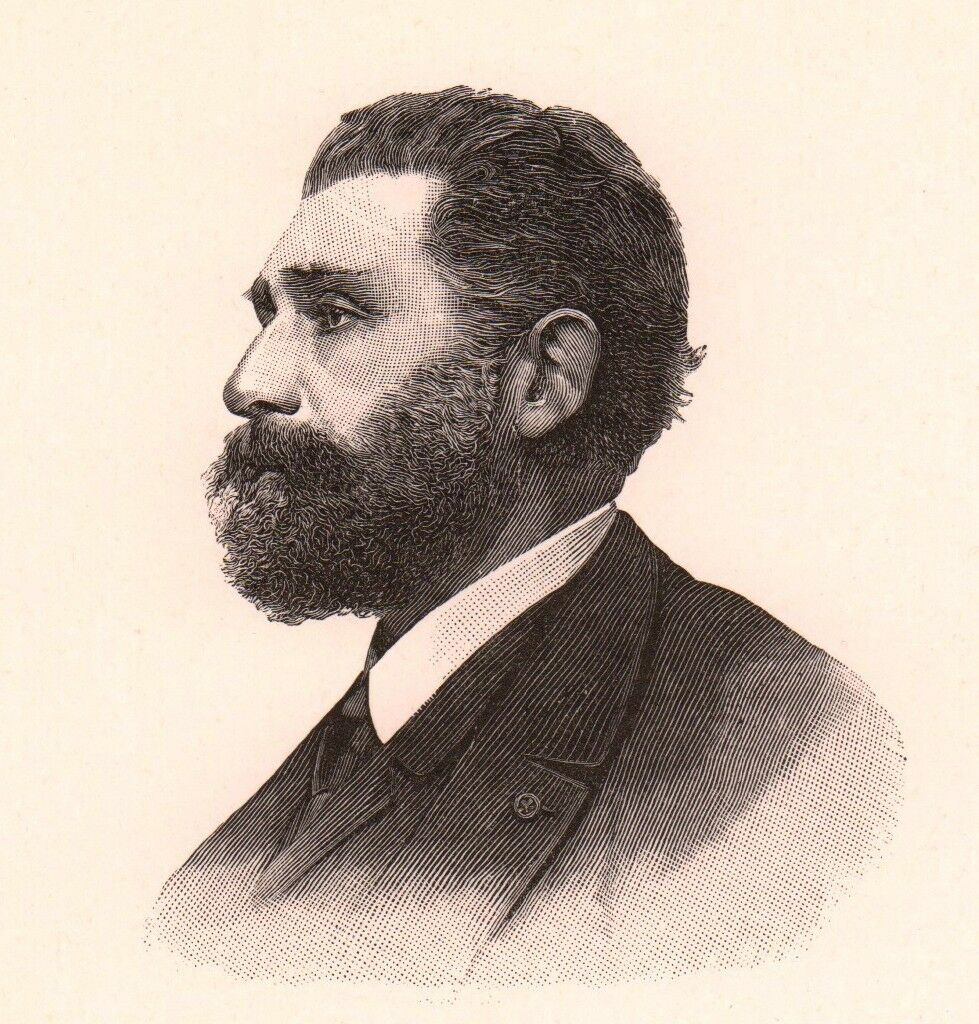
Portret van Tony Robert-Fleury

Toni Robert-Fleury (Parijs 1 september 1837 Viroflay, Seine-et-Oise, 8 december 1911) was een Frans kunstschilder. Hij maakte vooral naam met historische werken in een academische stijl, maar schilderde later ook veel portretten en genrestukken.

## Leven en werk
Robert-Fleury was de zoon van kunstschilder Joseph-Nicolas Robert-Fleury. Hij ging in de leer bij Léon Cogniet en werkte later in het atelier van Paul Delaroche, waar hij kennismaakte met Gustave Boulanger, Louis Gallet en Ernest Hebert.
In 1866 exposeerde Robert-Fleury voor het eerst in de Parijse salon met het historische schilderij Scene de l'Insurrection polonaise, waarna meer gelijksoortige academische werken volgden. Succes had hij met Le Dernier Jour de Corinthe (1870), waarmee hij de Medaille d'Honneur' won, en met la Glorification de la sculpture française, een plafondschildering in het Musée du Luxembourg. Geprezen werd ook zijn Pinel at the Salpêtrière (1876), een weergave van Philippe Pinel, de 'vader van de moderne psychiatrie' in een psychiatrische kliniek. Later zou hij vooral veel portretten en genrestukken schilderen.
Samen met William Bouguereau zou Robert-Fleury jarenlang doceren aan de Académie Julian, waar hij tal van jonge kunstenaars opleidde. Tot zijn leerlingen behoorden Marie Bashkirtseff, Lilla Cabot Perry, Ștefan Luchian, Paul Ranson, Émile Jourdan, Paul Chabas, Thomas Kennington, Cecilia Beaux, John Lavery, Hazel Lavery en Alexandre Jacques Chantron. 
In 1907 werd Robert-Fleury opgenomen in het Franse Legioen van Eer. Jarenlang was hij ook president van de Société des Artistes Français, die de jaarlijkse Parijse salon organiseerde, waarmee hij grote invloed had op het artistieke klimaat in Frankrijk. Hij overleed in 1911, 74 jaar oud.

## Galerij

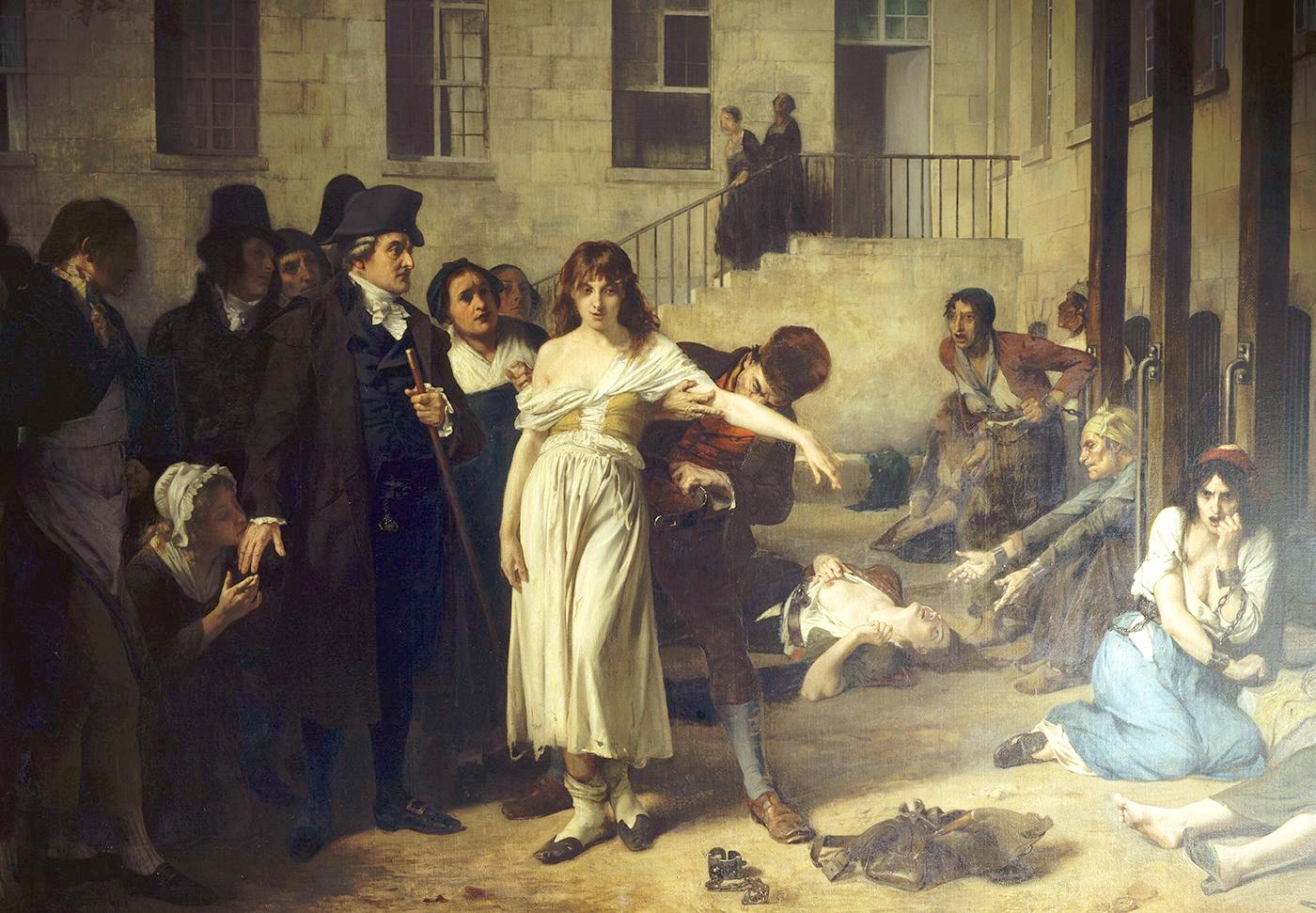
Philippe Pinel à la Salpêtrière
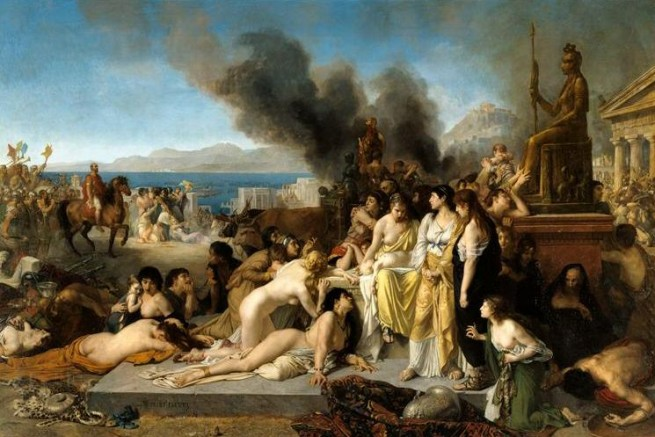
Le Dernier Jour de Corinthe
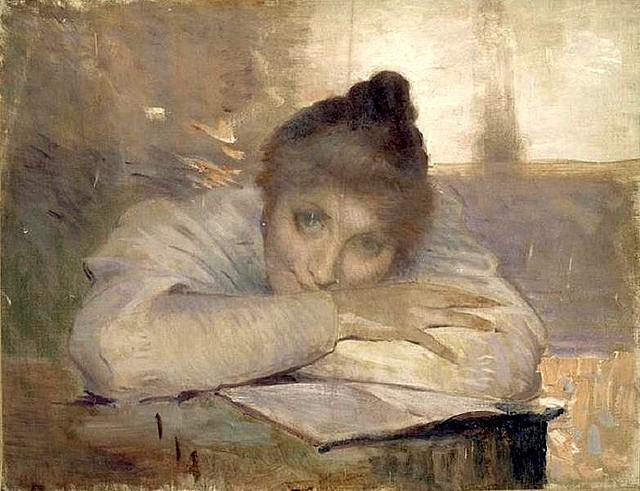
Douce reverie
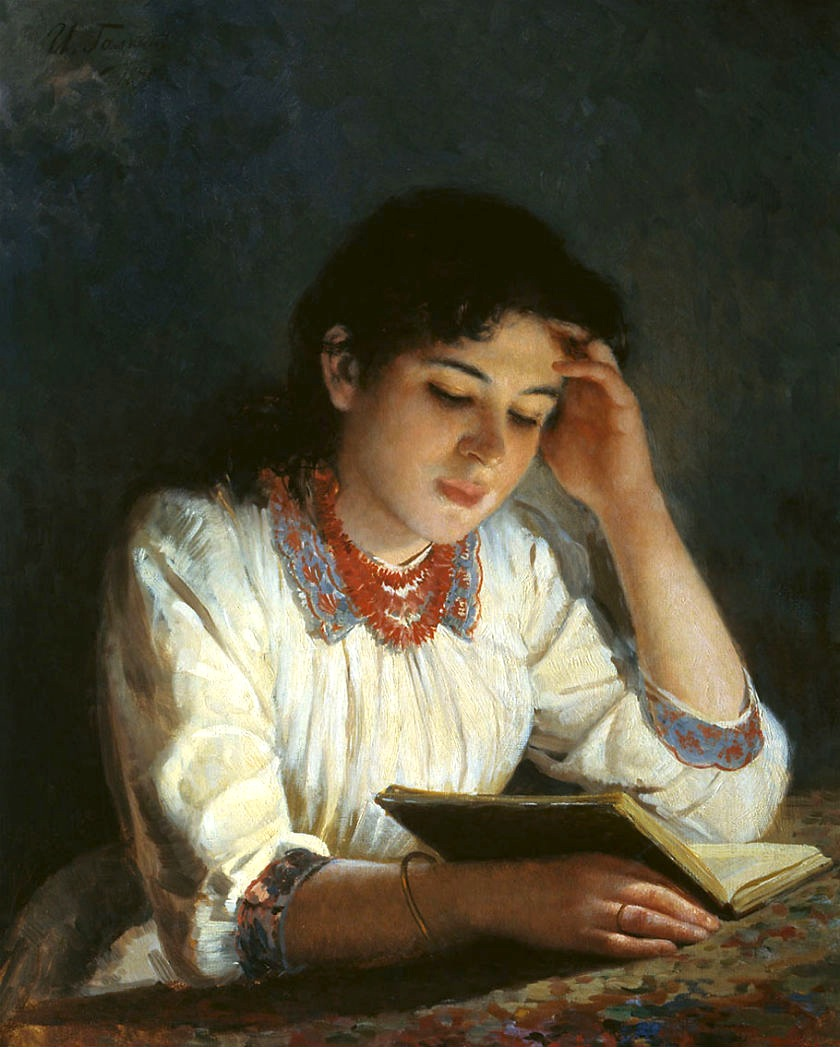
Fille lisant
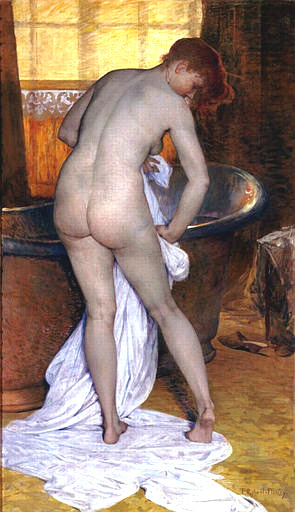
Le bain